# Arroyo de Moratones
Arroyo de Moratones är ett periodiskt vattendrag i Spanien.   Det ligger i provinsen Provincia de Zamora och regionen Kastilien och Leon, i den nordvästra delen av landet, 230 km nordväst om huvudstaden Madrid.